# Suhl
Suhl är en kretsfri stad i det tyska förbundslandet Thüringen. Den ligger i södra delen av Thüringen, omkring 60 kilometer söder om Erfurt. De tidigare kommunerna Gehlberg och Schmiedefeld am Rennsteig uppgick i Suhl den 1 januari 2019.

## Historia
Suhl tillhörde länge kurfurstendömet Sachsen men avträddes till Preussen på Wienkongressen och ingick därefter i den preussiska provinsen Sachsen. Efter Preussens upplösning vid krigsslutet 1945 ingick staden i den sovjetiska ockupationszonen och blev en del i DDR. Suhl var huvudstad i Bezirk Suhl 1952-1990.

## Näringsliv
Suhl har en lång tradition som vapensmedja. Suhl var en stor tillverkare av kanoner som används av flera europeiska länder. Under nästan 200 år fanns här vapentillverkaren J.P. Sauer und Sohn GmbH innan de flyttade till Eckernförde i slutet av andra världskriget. Även Merkel grundades i staden 1898. Vapentraditioner gjorde att Suhl utvecklades till ett centrum för det östtyska skyttet och här hölls VM i skytte 1986. 
Under DDR-tiden blev Suhl känt för sin tillverkning av Simson-mopeder.

## Källor

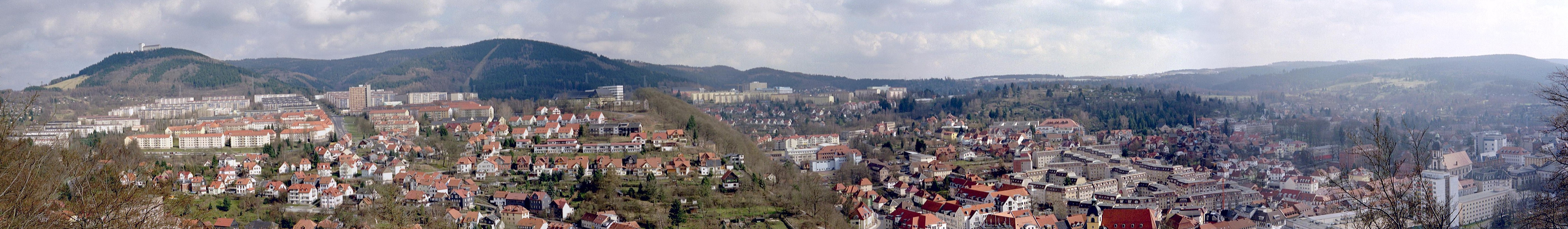
Blick över Suhl